# 宮本恒靖
宮本 恒靖（みやもと つねやす、1977年2月7日 - ）は、大阪府富田林市出身の元サッカー日本代表選手。FIFA Master修了。日本サッカー協会・第15代会長。

## 概要
現役時代のポジションはディフェンダー（DF）。
2002年と2006年にはFIFAワールドカップに出場し、キャプテンを務めた。
2013年7月19日、第13期FIFAマスターを卒業し、元プロ選手としては2人目、日本人元プロ選手としては初めてのFIFAマスター卒業生となった。
日本サッカー協会（JFA）の専務理事を経て、現在は日本サッカー協会（JFA）の第15代会長を務める。

## プロ入り前
大阪府富田林市出身。サッカーを始めたのは富田林市立伏山台小学校5年生。ポジションはフォワードだった。サッカーを始めるまでは、地区の少年ソフトボールをしていた。地元の富田林市立金剛中学校に進学、同校にてサッカーの指導を受けて技術を向上、サッカーを始めてから約3年後の中学2年生時「第14回全日本選抜中学生大会」（現・14歳以下ナショナルトレセン）、日本ジュニアユース代表候補（現・U-15代表候補）合宿に招集。中学校2年生時「大阪府英語暗唱大会」で優勝。
大阪府立生野高等学校時代はガンバ大阪ユースに所属し、上級生がいなかったため初代キャプテンに就任。、ユースチーム卒業までの3年間務めた。ユースでは1994年12月にJユースカップで優勝し初めてのタイトルを得た。1993年にはU-17日本代表に選ばれ、日本で開催された1993 FIFA U-17世界選手権に出場しベスト8の成績をおさめた。。U-18ジュニアユース（監督・山本昌邦）招集された。

## クラブ経歴

### ガンバ大阪時代
1995年6月24日、ガンバ大阪のトップチームにクラブでは初めて昇格し（同期入団は實好礼忠、森下仁志、中口雅史、高木健旨、松山明男）、スイーパーとして活躍。プロ契約後、数年間中々出場機会に恵まれず、ポジションも頻繁に変わりプロ選手として苦悩する事になる。同時期に同志社大学経済学部に進学。労働経済学のゼミに所属し、2001年に卒業した。
1996年から1998年頃、当時のクゼ、アントネッティ両監督にはボランチで起用されたこともあった。初ゴールは1997年10月4日、同年オールスター戦にも初選出されキャプテンを務める。2000年にトップチームの主将に就任、オールスター戦にJ-EASTとJ-WESTの両チーム合わせての得票1位で選出（2002年も1位選出される）。2001年1月にイングランドサッカーのトップリーグであるプレミアリーグに所属していたウェストハム・ユナイテッドFCへの移籍を試みたが、イギリス政府から労働ビザが発給されずに断念した。このゴタゴタで、背番号が5から35になった が、2003年からは再び5番に戻った。2002年に就任した西野朗監督にはセンターバックで起用され、山口智・シジクレイ・デ・ソウザと3バックを形成した。2004年度には再び主将に就任。2005年12月3日、リーグ最終節の川崎フロンターレ（等々力陸上競技場）戦ではヘディングシュートを決め、クラブ初、自身にとっても初となるJリーグ優勝のタイトルを得て、ピッチ上で号泣した。

### レッドブル・ザルツブルク時代
2006年シーズン終了後、オーストリア・ブンデスリーガのレッドブル・ザルツブルクに1年間の契約で完全移籍し、初年度にリーグ優勝を果たした。
レッドブル・ザルツブルクでは、4バックの左右どちらのセンターバックもこなし、2007-08年シーズンからはSKラピード・ウィーン戦（12月7日）、SKシュトゥルム・グラーツ戦（12月15日）などで左サイドバックとしてもスタメン出場した。宮本本人は自らのブログで10年ぶりにこのポジションでプレーしたと振り返っている。
2007年12月には、2009年6月までの1年半の契約延長に合意した。
2008年1月、チームでの練習中に左太腿裏の腱断裂の怪我を負い、現地で手術、リハビリに務めることになった。6月に本格的に練習再開、8月17日には8か月ぶりに公式戦出場を果たす。同年10月28日のオーストリア協会カップ3回戦では海外移籍後初のキャプテンを任され、フル出場した。
前任者のジョバンニ・トラパットーニ監督時代と違い、コー・アドリアーンセ新監督が就任してからは試合出場機会が減少した。
2008-2009シーズンはアドリアーンセ監督が攻撃戦術を採用した影響もあり、リーグ戦は1試合も出場機会がなかった。2部に所属するリザーブチームのリーグ戦には3試合に出場。そのため、ザルツブルクとの契約は6月まで残っていたものの出場機会を求めて移籍を検討。クロアチアリーグやオーストリア国内のクラブからもオファーが届いていたが、欧州での経験を日本で生かしたいという思いから、複数年契約や高額年俸を用意するなど熱心に誘いのあったヴィッセル神戸入りを決めた。

### ヴィッセル神戸時代
2009年1月15日、ヴィッセル神戸が、ザルツブルクとの間で完全移籍に合意したと発表した。神戸入団後に主将に就任。2009年の序盤戦はセンターバックで、2009年の後半はボランチの位置でプレーするようになった。同年7月18日のJ1リーグ第18節川崎戦では自身初となるバイシクルシュート（オーバーヘッドキック）を決め、これが宮本のプロ選手生活で最後の公式戦ゴールとなった。2010年および2011年は北本久仁衛と河本裕之をバックアップする控えのセンターバックとしてプレーし、出場機会は減った。2011年はJ1リーグ戦で4試合出場のみ、うち先発は第23節の福岡戦（レベスタ）と公式戦最終出場試合ともなった最終節の仙台戦（ユアスタ）の2試合だったが、残る30試合でも全てベンチ入りをしていた。
2011年のシーズン終了後、宮本は神戸側から出されていた契約延長の申し出を固辞。12月19日に現役引退を表明した。また、引退後に国際サッカー連盟(FIFA)がスイスで運営する「FIFAマスター」（「スポーツに関する組織論、歴史・哲学、法律についての国際修士」の大学院コース）で学び、また、コーチングライセンスの取得を目指す意向を示した。

## 代表経歴
1997年にU-20日本代表に選出され、ワールドユースでキャプテンとして5試合に出場。
シドニー五輪を目指すU23代表でもフラット3の中心を担うと、2000年6月18日のキリンチャレンジカップ・ボリビア戦で日本代表初出場。シドニー五輪本大会ではオーバーエイジで加わった森岡隆三に押し出されベンチメンバーとなるが、森岡が累積警告による出場停止となったグループリーグ第3戦のブラジル代表選でスタメン起用される。
その後A代表の常連となるが、フラット3の中央には森岡が絶対的なレギュラーとして君臨しており、宮本はその控えの立場であった。2002年日韓W杯を前に森岡が怪我で一時離脱した際に出場した試合で不安定なプレーを繰り返したうえに、大会直前の静岡産業大学との練習試合で競り合った際に相手FW松下和磨の肘が顔に入り鼻骨骨折すると、森岡の復帰を待望する声が大きくなる。森岡が本大会に間に合わせる形で復帰したため、控えに戻った宮本だったが、初戦のベルギー戦で森岡が再び負傷してしまった事により緊急で途中出場。同点ゴールを献上してしまった事もあり、宮本のプレーを不安視する声もあがるが、次戦以降は不安視を一蹴するほどの獅子奮迅の活躍を見せ、日本代表初のベスト16進出に貢献。また、前述の鼻骨骨折により顔面を保護するために兵庫医大病院が用意した医療器具のフェイスガード（ノーズガード）を付けてのプレーとなったが、その姿を見た海外のメディアから、バットマンと渾名された。
トルシエ後のジーコJAPANでは、発足時よりキャプテンを務めた中田英寿が故障で離脱して以降、出場した試合全てのキャプテンを務めた。代表初ゴールは2004年2月7日のマレーシア戦。同年のアジアカップ準々決勝のヨルダン戦のPK戦では、中村俊輔と三都主アレサンドロが外したことで窮地に陥ると、マレーシア出身のスブヒディン・モハマド・サレー主審に、「これはフェアじゃない。ピッチ状態がよいほうでやるべきだ」と通訳なしでPKの位置変更を申し入れ、前代未聞のPK戦途中でのサイド位置を実現させた。この結果、川口能活のファインセーブもありこのPK戦を制すると、日本代表は2大会連続のアジア制覇を果たし、自身も大会ベストイレブンに選出された。
2006年、自身2大会連続2度目のワールドカップ出場となった2006年ドイツW杯では、第1戦（オーストラリア戦）と第2戦（クロアチア戦）はフル出場したが、第3戦（ブラジル戦）は累積警告により出場出来なかった。ドイツW杯以降は代表に選出されなかった為、クロアチア戦がA代表最後の出場となった。
日本代表ではU-17からA代表に至るまでの全カテゴリでキャプテンを務めた。

## 現役引退後
現役引退後は、FIFAマスター入学に向けての準備に励む傍ら、サッカー教室などを開催したり、NHKやWOWOWのサッカー中継にゲスト解説者として登場。2012年ロンドンオリンピックの期間中には、ジャパンコンソーシアムの男女サッカー中継に解説者として出演した。
2012年4月17日に自らの公式サイト内のブログで、FIFAマスター第13期生への合格を公表した。日本人の元プロサッカー選手では初めての合格で、2012年9月17日に入学した。卒業してからも、引き続き欧州にて指導者資格の取得を目指す可能性があることを表明している。
2013年7月19日、2012-2013年FIFAマスター第13期生修了式が行われ、宮本恒靖を含め24か国の生徒が卒業した。日本人は2013年7月19日時点で、宮本を含め通算9名ほどがFIFAマスターを卒業している。元プロサッカー選手の卒業生は2名で、日本人元プロサッカー選手としては宮本が初めてである。
なお、ロンドンオリンピック開幕直前の2012年7月16日には、ホームズスタジアム神戸で引退試合を開催。ガンバ・ヴィッセル・日本代表時代のチームメートが多数参加したほか、中田英寿や宮本の長男もサプライズで登場した。この試合はスカチャン、BSスカパー!で生中継されたほか、同月22日の深夜には、この試合のダイジェストを中心に構成された特別番組『宮本恒靖引退試合スペシャル〜日本のキャプテン17年の歩み〜』が、毎日放送で放送されている。
FIFAマスター取得後の2013年10月、ベースボール・マガジン社発行のサッカー専門誌「サッカーマガジン」のリニューアル（週刊から月刊の「サッカーマガジンZONE」に移行） に伴い、特別編集長を委嘱される。
2014年1月31日より、日本プロサッカーリーグにリーグ運営の円滑化を目的として新たに設置される、議決権を持たない特任理事（非常勤）に就任。
2014年4月4日、2014年ブラジルW杯テクニカルスタディーグループ10名のうちの1人（試合を分析し、技術や戦術、傾向などを分析し、試合ごとのテクニカルリポート及び大会の総括リポートを作成するグループ。指導改善や強化に役立てる。W杯では、1966年イングランドW杯から導入）に内定したと発表された。
2015年、古巣・G大阪のアカデミーコーチングスタッフに就任。ジュニアユースチームのコーチを務めるかたわら、トップチームの指導に必要な日本サッカー協会公認S級コーチライセンスの講習を受けた。また、シーズン終了後には、Jリーグの功労選手賞を受賞した。

### 監督時代
2016年、G大阪ユースの監督に就任。1月21日には、日本サッカー協会の理事会で、S級コーチライセンスの取得を認められた。前年の講習を受講した21名の中で、最も早い認定であった。9月1日、ボスニア・ヘルツェゴビナのモスタルで計画していたサッカーによる民族融和を進める為、7歳から12歳の男女を対象としたサッカー・アカデミー「マリ・モスト（小さな橋)」の施設がほぼ完成して、10月9日に開校して引き渡し式も行われる予定である。
2017年、J3・G大阪U-23の監督に就任。3月12日の開幕戦（対ガイナーレ鳥取）では、代表でチームメートだった森岡隆三と監督として対戦した。翌年もG大阪U-23の指揮を執っていたが、同年7月23日、同日に解任が発表されたレヴィー・クルピの後任として、トップチームの監督に就任した。コミュニケーション力を発揮し、チーム全体の事だけでは無く一人一人の役割についても分かり易く細分化して選手に伝えて、仕事に全うできる状況を作り上げた。その結果チーム成績も向上し、第25節から第33節にかけて9連勝を記録するなど10勝3分4敗の成績を残し、就任時の16位から9位にまで順位を浮上させた。2019年はリーグ7位で終えると、2020年はリーグ2位・天皇杯準優勝の実績を残した。
2021年は開幕から10試合で1勝4分5敗の18位と低迷し、5月14日に監督解任が発表された。

### 日本サッカー協会役員時代
2022年3月、日本サッカー協会理事に就任。新設の会長補佐と国際委員長を兼務。2023年2月1日には専務理事に就任。
2023年12月24日、2024年3月をもって最終任期で会長を退任する田嶋幸三の後任として、3月24日付で第15代日本サッカー協会会長に史上最年少で就任した。元プロサッカー選手、元Jリーガー、ワールドカップ出場経験者として初めてのサッカー協会会長となる。

## 家族
父 宮本恒明は、東大卒の元関西電力常務取締役で、独立行政法人造幣局監事 を経て、現在は一般財団法人関西電気保安協会理事長。恒靖の父であることから、2007年度イエローリボン賞（第1回ベスト・ファーザー in 関西）を受賞している。
母 宮本弘子は元英語教師で、元堺市市民人権局理事・教育委員会学校教育部長。
3歳年上の姉がひとりいる。
妻は、生野高校で宮本の2年先輩にあたり、2001年に結婚した。夫妻の間には長男と長女の1男1女がいる。

## エピソード
英語が堪能であり2004年のアジアカップでPK戦で審判にピッチについて英語で抗議し、PK戦を行うゴールを変えさせたエピソードがある。英語は、留学等を経ず中高の公教育のみで習得している。ただし母が英語教師だったこともあり指導を受けていた。

## 選手としての特徴
向かってくる相手攻撃陣の次のプレーを予想する読みのするどさと、ピンチのときでも率先して味方選手をひっぱるリーダーシップを持ち、所属していたガンバ大阪でも日本代表でもディフェンス陣のリーダーとして活躍した。

## 所属クラブ
ユース経歴
- 1987年 - 1988年 伏山台FC
- 1989年 - 1991年 金剛中学校
- 1992年 - 1994年 ガンバ大阪ユース (大阪府立生野高等学校)

プロ経歴
- 1995年 - 2006年  ガンバ大阪
- 2006年 - 2009年  レッドブル・ザルツブルク
- 2009年 - 2011年  ヴィッセル神戸

## 個人成績
| 国内大会個人成績 | 国内大会個人成績 | 国内大会個人成績 | 国内大会個人成績 | 国内大会個人成績 | 国内大会個人成績 | 国内大会個人成績 | 国内大会個人成績 | 国内大会個人成績 | 国内大会個人成績 | 国内大会個人成績 | 国内大会個人成績 |
| 年度             | クラブ           | 背番号           | リーグ           | リーグ戦         | リーグ戦         | リーグ杯         | リーグ杯         | オープン杯       | オープン杯       | 期間通算         | 期間通算         |
| 年度             | クラブ           | 背番号           | リーグ           | 出場             | 得点             | 出場             | 得点             | 出場             | 得点             | 出場             | 得点             |
| 日本             | 日本             | 日本             | 日本             | リーグ戦         | リーグ戦         | リーグ杯         | リーグ杯         | 天皇杯           | 天皇杯           | 期間通算         | 期間通算         |
| ---------------- | ---------------- | ---------------- | ---------------- | ---------------- | ---------------- | ---------------- | ---------------- | ---------------- | ---------------- | ---------------- | ---------------- |
| 1995             | G大阪            | -                | J                | 11               | 0                | -                | -                | 4                | 0                | 15               | 0                |
| 1996             | G大阪            | -                | J                | 13               | 0                | 7                | 0                | 2                | 0                | 22               | 0                |
| 1997             | G大阪            | 20               | J                | 26               | 1                | 4                | 0                | 3                | 0                | 33               | 1                |
| 1998             | G大阪            | 20               | J                | 32               | 0                | 4                | 0                | 1                | 0                | 37               | 0                |
| 1999             | G大阪            | 20               | J1               | 30               | 0                | 2                | 0                | 2                | 0                | 34               | 0                |
| 2000             | G大阪            | 5                | J1               | 29               | 0                | 4                | 0                | 0                | 0                | 33               | 0                |
| 2001             | G大阪            | 35               | J1               | 24               | 0                | 2                | 0                | 3                | 0                | 29               | 0                |
| 2002             | G大阪            | 35               | J1               | 20               | 1                | 2                | 0                | 2                | 0                | 24               | 1                |
| 2003             | G大阪            | 5                | J1               | 26               | 1                | 5                | 1                | 2                | 0                | 33               | 2                |
| 2004             | G大阪            | 5                | J1               | 24               | 0                | 0                | 0                | 1                | 0                | 25               | 0                |
| 2005             | G大阪            | 5                | J1               | 30               | 3                | 4                | 0                | 2                | 0                | 36               | 3                |
| 2006             | G大阪            | 5                | J1               | 30               | 1                | 0                | 0                | 5                | 0                | 35               | 1                |
| オーストリア     | オーストリア     | オーストリア     | オーストリア     | リーグ戦         | リーグ戦         | リーグ杯         | リーグ杯         | オーストリア杯   | オーストリア杯   | 期間通算         | 期間通算         |
| 2006-07          | ザルツブルク     | 17               | ブンデス         | 9                | 0                | -                | -                | 1                | 0                | 10               | 0                |
| 2007-08          | ザルツブルク     | 17               | ブンデス         | 12               | 0                | -                | -                | 0                | 0                | 12               | 0                |
| 2008-09          | ザルツブルク     | 17               | ブンデス         | 0                | 0                | -                | -                | 2                | 0                | 2                | 0                |
| 日本             | 日本             | 日本             | 日本             | リーグ戦         | リーグ戦         | リーグ杯         | リーグ杯         | 天皇杯           | 天皇杯           | 期間通算         | 期間通算         |
| 2009             | 神戸             | 14               | J1               | 32               | 1                | 5                | 0                | 2                | 0                | 39               | 1                |
| 2010             | 神戸             | 14               | J1               | 6                | 0                | 4                | 0                | 2                | 0                | 12               | 0                |
| 2011             | 神戸             | 14               | J1               | 4                | 0                | 0                | 0                | 1                | 0                | 5                | 0                |
| 通算             | 日本             | 日本             | J1               | 337              | 8                | 43               | 1                | 32               | 0                | 412              | 9                |
| 通算             | オーストリア     | オーストリア     | ブンデス         | 21               | 0                | -                | -                | 3                | 0                | 24               | 0                |
| 総通算           | 総通算           | 総通算           | 総通算           | 358              | 8                | 43               | 1                | 35               | 0                | 436              | 9                |

| 2008-09 | Jザルツブルク | -            | 2.リーガ | 3 | 0 | 3 | 0 |
| 通算    | オーストリア  | オーストリア | 2.リーガ | 3 | 0 | 3 | 0 |
| 総通算  | 総通算        | 総通算       | 総通算   | 3 | 0 | 3 | 0 |

| 国際大会個人成績 | 国際大会個人成績 | 国際大会個人成績 | 国際大会個人成績 | 国際大会個人成績 |
| 年度             | クラブ           | 背番号           | 出場             | 得点             |
| AFC              | AFC              | AFC              | ACL              | ACL              |
| ---------------- | ---------------- | ---------------- | ---------------- | ---------------- |
| 2006             | G大阪            | 5                | 5                | 1                |
| 通算             | AFC              | AFC              | 5                | 1                |

その他の国際公式戦
- 2006年
  - A3チャンピオンズカップ 2試合0得点
- 2007年
  - UEFAチャンピオンズリーグ予備予選2回戦 1試合0得点
  - UEFAチャンピオンズリーグ予備予選3回戦 2試合0得点
- Jリーグ初出場 - 1995年6月24日 J.サントリーシリーズ第19節 vs柏レイソル（神戸総合運動公園ユニバー記念競技場）
- Jリーグ初得点 - 1997年10月4日 J.2nd第17節 vsジェフユナイテッド市原（万博記念競技場）
- オーストリア・ブンデスリーガ初出場 - 2007年2月25日 第22節 vsグラーツァーAK（レッドブル・アレーナ）

## 代表歴
- 国際Aマッチ初出場 - 2000年6月18日 キリンチャレンジカップ2000 vsボリビア代表（横浜国際総合競技場）
- 国際Aマッチ初得点 - 2004年2月7日 キリンチャレンジカップ2004 vsマレーシア代表（カシマサッカースタジアム）
- 国際Aマッチ50試合出場 - 2005年5月22日 キリンカップサッカー2005 vsペルー代表（新潟スタジアム）

### 出場大会など
- U-17日本代表
  - 1993年 FIFA U-17世界選手権（ベスト8）
- U-20日本代表
  - 1997年 FIFAワールドユース(U-20)選手権（ベスト8）
- U-23日本代表
  - 2000年 シドニーオリンピック（ベスト8）
- 日本代表
  - 2002年 FIFAワールドカップ（ベスト16）
  - 2003年 FIFAコンフェデレーションズカップ（グループリーグ敗退）
  - 2004年 AFCアジアカップ（優勝）
  - 2005年 FIFAコンフェデレーションズカップ（グループリーグ敗退）
  - 2006年 FIFAワールドカップ（グループリーグ敗退）

### 試合数
- 国際Aマッチ 71試合 3得点 (2000-2006)[2]

| 日本代表 | 国際Aマッチ | 国際Aマッチ |
| 年       | 出場        | 得点        |
| -------- | ----------- | ----------- |
| 2000     | 2           | 0           |
| 2001     | 3           | 0           |
| 2002     | 11          | 0           |
| 2003     | 10          | 0           |
| 2004     | 19          | 2           |
| 2005     | 15          | 1           |
| 2006     | 11          | 0           |
| 通算     | 71          | 3           |

注：2002年5月7日、国際Aマッチではない親善試合として、レアル・マドリード対日本代表戦が行なわれた。したがって、日本代表としての出場試合数は72となる。

### 出場
| No. | 開催日         | 開催都市             | スタジアム                                     | 対戦相手                 | 結果        | 監督                 | 大会                                   |
| --- | -------------- | -------------------- | ---------------------------------------------- | ------------------------ | ----------- | -------------------- | -------------------------------------- |
| 1.  | 2000年06月18日 | 神奈川県             | 横浜国際総合競技場                             | ボリビア                 | ○2-0        | フィリップ・トルシエ | キリンカップサッカー2000               |
| 2.  | 2000年08月16日 | 広島県               | 広島広域公園陸上競技場                         | アラブ首長国連邦         | ○3-1        | フィリップ・トルシエ | キリンチャレンジカップ2000             |
| 3.  | 2001年07月04日 | 大分県               | 大分スポーツ公園総合競技場                     | ユーゴスラビア           | ○1-0        | フィリップ・トルシエ | キリンカップサッカー2001               |
| 4.  | 2001年10月07日 | サウサンプトン       | セント・メリーズ・スタジアム                   | ナイジェリア             | △2-2        | フィリップ・トルシエ | 国際親善試合                           |
| 5.  | 2001年11月07日 | 埼玉県               | 埼玉スタジアム2002                             | イタリア                 | △1-1        | フィリップ・トルシエ | キリンチャレンジカップ2001             |
| 6.  | 2002年03月21日 | 大阪府               | 長居陸上競技場                                 | ウクライナ               | ○1-0        | フィリップ・トルシエ | キリンチャレンジカップ2002             |
| 7.  | 2002年03月27日 | ウッジ               | ビジェフスタジアム                             | ポーランド               | ○2-0        | フィリップ・トルシエ | 国際親善試合                           |
| 8.  | 2002年04月17日 | 神奈川県             | 横浜国際総合競技場                             | コスタリカ               | △1-1        | フィリップ・トルシエ | キリンチャレンジカップ2002             |
| 9.  | 2002年04月29日 | 東京都               | 国立霞ヶ丘競技場陸上競技場                     | スロバキア               | ○1-0        | フィリップ・トルシエ | キリンカップサッカー2002               |
| 10. | 2002年05月02日 | 兵庫県               | 御崎公園球技場                                 | ホンジュラス             | △3-3        | フィリップ・トルシエ | キリンカップサッカー2002               |
| 11. | 2002年05月14日 | オスロ               | ウレボールスタジアム                           | ノルウェー               | ●0-3        | フィリップ・トルシエ | 国際親善試合                           |
| 12. | 2002年05月25日 | 東京都               | 国立霞ヶ丘競技場陸上競技場                     | スウェーデン             | △1-1        | フィリップ・トルシエ | キリンチャレンジカップ2002             |
| 13. | 2002年06月04日 | 埼玉県               | 埼玉スタジアム2002                             | ベルギー                 | △2-2        | フィリップ・トルシエ | 2002 FIFAワールドカップ                |
| 14. | 2002年06月09日 | 神奈川県             | 横浜国際総合競技場                             | ロシア                   | ○1-0        | フィリップ・トルシエ | 2002 FIFAワールドカップ                |
| 15. | 2002年06月14日 | 大阪府               | 長居陸上競技場                                 | チュニジア               | ○2-0        | フィリップ・トルシエ | 2002 FIFAワールドカップ                |
| 16. | 2002年06月18日 | 宮城県               | 宮城スタジアム                                 | トルコ                   | ●0-1        | フィリップ・トルシエ | 2002 FIFAワールドカップ                |
| 17. | 2003年06月11日 | 埼玉県               | 埼玉スタジアム2002                             | パラグアイ               | △0-0        | ジーコ               | キリンカップサッカー2003               |
| 18. | 2003年06月18日 | サンドニ             | スタッド・ド・フランス                         | ニュージーランド         | ○3-0        | ジーコ               | FIFAコンフェデレーションズカップ2003   |
| 19. | 2003年06月20日 | サンテティエンヌ     | スタッド・ジェフロワ＝ギシャール               | フランス                 | ●1-2        | ジーコ               | FIFAコンフェデレーションズカップ2003   |
| 20. | 2003年06月22日 | サンテティエンヌ     | スタッド・ジェフロワ＝ギシャール               | コロンビア               | ●0-1        | ジーコ               | FIFAコンフェデレーションズカップ2003   |
| 21. | 2003年08月20日 | 東京都               | 国立霞ヶ丘競技場陸上競技場                     | ナイジェリア             | ○3-0        | ジーコ               | キリンチャレンジカップ2003             |
| 22. | 2003年09月10日 | 新潟県               | 新潟スタジアム                                 | セネガル                 | ●0-1        | ジーコ               | キリンチャレンジカップ2003             |
| 23. | 2003年11月19日 | 大分県               | 大分スポーツ公園総合競技場                     | カメルーン               | △0-0        | ジーコ               | キリンチャレンジカップ2003             |
| 24. | 2003年12月04日 | 東京都               | 国立霞ヶ丘競技場陸上競技場                     | 中華人民共和国           | ○2-0        | ジーコ               | 東アジアサッカー選手権2003             |
| 25. | 2003年12月07日 | 埼玉県               | 埼玉スタジアム2002                             | 香港                     | ○1-0        | ジーコ               | 東アジアサッカー選手権2003             |
| 26. | 2003年12月10日 | 神奈川県             | 横浜国際総合競技場                             | 韓国                     | △0-0        | ジーコ               | 東アジアサッカー選手権2003             |
| 27. | 2004年02月07日 | 茨城県               | 茨城県立カシマサッカースタジアム               | マレーシア               | ○4-0        | ジーコ               | キリンチャレンジカップ2004             |
| 28. | 2004年02月12日 | 東京都               | 国立霞ヶ丘競技場陸上競技場                     | イラク                   | ○2-0        | ジーコ               | 国際親善試合                           |
| 29. | 2004年02月18日 | 埼玉県               | 埼玉スタジアム2002                             | オマーン                 | ○1-0        | ジーコ               | 2006 FIFAワールドカップ・アジア1次予選 |
| 30. | 2004年03月31日 | シンガポール         | ジャラン・ベサール・スタジアム                 | シンガポール             | ○2-1        | ジーコ               | 2006 FIFAワールドカップ・アジア1次予選 |
| 31. | 2004年05月30日 | マンチェスター       | シティ・オブ・マンチェスター・スタジアム       | アイスランド             | ○3-2        | ジーコ               | 国際親善試合                           |
| 32. | 2004年06月01日 | マンチェスター       | シティ・オブ・マンチェスター・スタジアム       | イングランド             | △1-1        | ジーコ               | 国際親善試合                           |
| 33. | 2004年06月09日 | 埼玉県               | 埼玉スタジアム2002                             | インド                   | ○7-0        | ジーコ               | 2006 FIFAワールドカップ・アジア1次予選 |
| 34. | 2004年07月09日 | 広島県               | 広島広域公園陸上競技場                         | スロバキア               | ○3-1        | ジーコ               | キリンカップサッカー2004               |
| 35. | 2004年07月13日 | 神奈川県             | 横浜国際総合競技場                             | セルビア・モンテネグロ   | ○1-0        | ジーコ               | キリンカップサッカー2004               |
| 36. | 2004年07月20日 | 重慶市               | 重慶奥林匹克体育中心                           | オマーン                 | ○1-0        | ジーコ               | AFCアジアカップ2004                    |
| 37. | 2004年07月24日 | 重慶市               | 重慶奥林匹克体育中心                           | タイ                     | ○4-1        | ジーコ               | AFCアジアカップ2004                    |
| 38. | 2004年07月28日 | 重慶市               | 重慶奥林匹克体育中心                           | イラン                   | △0-0        | ジーコ               | AFCアジアカップ2004                    |
| 39. | 2004年07月31日 | 重慶市               | 重慶奥林匹克体育中心                           | ヨルダン                 | △1-1(PK4-3) | ジーコ               | AFCアジアカップ2004                    |
| 40. | 2004年08月03日 | 済南市               | 山東体育場                                     | バーレーン               | ○4-3(延長)  | ジーコ               | AFCアジアカップ2004                    |
| 41. | 2004年08月07日 | 北京市               | 北京工人体育場                                 | 中華人民共和国           | ○3-1        | ジーコ               | AFCアジアカップ2004                    |
| 42. | 2004年08月18日 | 静岡県               | 静岡県小笠山総合運動公園スタジアム             | アルゼンチン             | ●1-2        | ジーコ               | キリンチャレンジカップ2004             |
| 43. | 2004年09月08日 | コルカタ             | ソルトレイク・スタジアム                       | インド                   | ○4-0        | ジーコ               | 2006 FIFAワールドカップ・アジア1次予選 |
| 44. | 2004年10月13日 | マスカット           | スルタン・カーブース・スポーツ・コンプレックス | オマーン                 | ○1-0        | ジーコ               | 2006 FIFAワールドカップ・アジア1次予選 |
| 45. | 2004年11月17日 | 埼玉県               | 埼玉スタジアム2002                             | シンガポール             | ○1-0        | ジーコ               | 2006 FIFAワールドカップ・アジア1次予選 |
| 46. | 2005年02月02日 | 埼玉県               | 埼玉スタジアム2002                             | シリア                   | ○3-0        | ジーコ               | キリンチャレンジカップ2005             |
| 47. | 2005年02月09日 | 埼玉県               | 埼玉スタジアム2002                             | 北朝鮮                   | ○2-1        | ジーコ               | 2006 FIFAワールドカップ・アジア2次予選 |
| 48. | 2005年03月25日 | テヘラン             | アザディ・スタジアム                           | イラン                   | ●1-2        | ジーコ               | 2006 FIFAワールドカップ・アジア2次予選 |
| 49. | 2005年03月30日 | 埼玉県               | 埼玉スタジアム2002                             | バーレーン               | ○1-0        | ジーコ               | 2006 FIFAワールドカップ・アジア2次予選 |
| 50. | 2005年05月22日 | 新潟県               | 新潟スタジアム                                 | ペルー                   | ●0-1        | ジーコ               | キリンカップサッカー2005               |
| 51. | 2005年05月27日 | 東京都               | 国立霞ヶ丘競技場陸上競技場                     | アラブ首長国連邦         | ●0-1        | ジーコ               | キリンカップサッカー2005               |
| 52. | 2005年06月03日 | マナーマ             | バーレーン・ナショナル・スタジアム             | バーレーン               | ○1-0        | ジーコ               | 2006 FIFAワールドカップ・アジア2次予選 |
| 53. | 2005年06月08日 | バンコク             | スパチャラサイ国立競技場                       | 北朝鮮                   | ○2-0        | ジーコ               | 2006 FIFAワールドカップ・アジア2次予選 |
| 54. | 2005年06月16日 | ハノーファー         | AWDアレーナ                                    | メキシコ                 | ●1-2        | ジーコ               | FIFAコンフェデレーションカップ2005     |
| 55. | 2005年06月19日 | フランクフルト       | コメルツバンク・アレーナ                       | ギリシャ                 | ○1-0        | ジーコ               | FIFAコンフェデレーションカップ2005     |
| 56. | 2005年06月22日 | ケルン               | ラインエネルギーシュタディオン                 | ブラジル                 | △2-2        | ジーコ               | FIFAコンフェデレーションカップ2005     |
| 57. | 2005年07月31日 | 大田                 | 大田ワールドカップ競技場                       | 北朝鮮                   | ●0-1        | ジーコ               | 東アジアサッカー選手権2005             |
| 58. | 2005年08月17日 | 神奈川県             | 横浜国際総合競技場                             | イラン                   | ○2-1        | ジーコ               | 2006 FIFAワールドカップ・アジア2次予選 |
| 59. | 2005年09月07日 | 宮城県               | 宮城スタジアム                                 | ホンジュラス             | ○5-4        | ジーコ               | キリンチャレンジカップ2005             |
| 60. | 2005年11月16日 | 東京都               | 国立霞ヶ丘競技場陸上競技場                     | アンゴラ                 | ○1-0        | ジーコ               | キリンチャレンジカップ2005             |
| 61. | 2006年02月10日 | サンフランシスコ     | AT＆Tパーク                                    | アメリカ合衆国           | ●2-3        | ジーコ               | 国際親善試合                           |
| 62. | 2006年02月18日 | 静岡県               | 静岡県小笠山総合運動公園スタジアム             | フィンランド             | ○2-0        | ジーコ               | キリンチャレンジカップ2006             |
| 63. | 2006年02月22日 | 神奈川県             | 横浜国際総合競技場                             | インド                   | ○6-0        | ジーコ               | AFCアジアカップ2007・最終予選          |
| 64. | 2006年02月28日 | ドルトムント         | ヴェストファーレンシュタディオン               | ボスニア・ヘルツェゴビナ | △2-2        | ジーコ               | 国際親善試合                           |
| 65. | 2006年03月30日 | 大分県               | 大分スポーツ公園総合競技場                     | エクアドル               | ○1-0        | ジーコ               | キリンチャレンジカップ2006             |
| 66. | 2006年05月09日 | 大阪府               | 長居陸上競技場                                 | ブルガリア               | ●1-2        | ジーコ               | キリンカップサッカー2006               |
| 67. | 2006年05月13日 | 埼玉県               | 埼玉スタジアム2002                             | スコットランド           | △0-0        | ジーコ               | キリンカップサッカー2006               |
| 68. | 2006年05月30日 | レバークーゼン       | バイ・アレーナ                                 | ドイツ                   | △2-2        | ジーコ               | 国際親善試合                           |
| 69. | 2006年06月04日 | デュッセルドルフ     | エスプリ・アレーナ                             | マルタ                   | ○1-0        | ジーコ               | 国際親善試合                           |
| 70. | 2006年06月12日 | カイザースラウテルン | フリッツ・ヴァルター・シュタディオン           | オーストラリア           | ●1-3        | ジーコ               | 2006 FIFAワールドカップ                |
| 71. | 2006年06月18日 | ニュルンベルク       | フランケンシュタディオン                       | クロアチア               | △0-0        | ジーコ               | 2006 FIFAワールドカップ                |

### ゴール
| #  | 開催年月日   | 開催地   | スタジアム                       | 対戦国     | 勝敗 | 試合概要                            |
| -- | ------------ | -------- | -------------------------------- | ---------- | ---- | ----------------------------------- |
| 1. | 2004年2月7日 | 鹿嶋     | 茨城県立カシマサッカースタジアム | マレーシア | ○4-0 | キリンチャレンジカップ2004          |
| 2. | 2004年9月8日 | コルカタ | ソルトレイク・スタジアム         | インド     | ○4-0 | 2006 FIFAワールドカップ・アジア予選 |
| 3. | 2005年2月2日 | 埼玉     | 埼玉スタジアム2002               | シリア     | ○3-0 | キリンチャレンジカップ2005          |

## タイトル

### クラブ
ガンバ大阪ユース
- Jユースカップ：1回（1994年）

ガンバ大阪
- Jリーグ ディビジョン1：1回（2005年）

レッドブル・ザルツブルク
- オーストリア・ブンデスリーガ：1回（2006-2007）

### 代表
日本代表
- AFCアジアカップ：1回（2004年）

### 個人
- AFCアジアカップ ベストイレブン：1回（2004年）
- Jリーグ功労選手賞（2015年）
- HEROs AWARD 2017 HEROs of the year

## 指導歴
- 2015年 - ガンバ大阪
  - 2015年 アカデミーコーチ
  - 2016年 ユース監督
  - 2017年 - 2018年7月 U-23監督
  - 2018年7月 - 2021年5月 監督

## 監督成績
| 年度   | 所属   | クラブ | リーグ戦 | リーグ戦 | リーグ戦 | リーグ戦 | リーグ戦 | リーグ戦 | カップ戦           | カップ戦  | 備考           |
| 年度   | 所属   | クラブ | 順位     | 勝点     | 試合     | 勝       | 分       | 敗       | Jリーグカップ      | 天皇杯    | 備考           |
| ------ | ------ | ------ | -------- | -------- | -------- | -------- | -------- | -------- | ------------------ | --------- | -------------- |
| 2017   | J3     | G大23  | 16位     | 34       | 32       | 7        | 5        | 20       | -                  | -         |                |
| 2018   | J3     | G大23  | 6位      | 23       | 17       | 6        | 5        | 6        | -                  | -         | 第17節まで指揮 |
| 2018   | J1     | G大阪  | 9位      | 33       | 17       | 10       | 3        | 4        | 準々決勝敗退       | -         | 第18節より指揮 |
| 2019   | J1     | G大阪  | 7位      | 47       | 34       | 12       | 11       | 11       | 準決勝敗退         | 3回戦敗退 |                |
| 2020   | J1     | G大阪  | 2位      | 65       | 34       | 20       | 5        | 9        | グループリーグ敗退 | 準優勝    |                |
| 2021   | J1     | G大阪  | 18位     | 7        | 10       | 1        | 4        | 5        | -                  | -         | 第10節まで指揮 |
| J1通算 | J1通算 | J1通算 | -        | -        | 96       | 43       | 23       | 29       | -                  | -         | -              |
| J3通算 | J3通算 | J3通算 | -        | -        | 49       | 13       | 10       | 26       | -                  | -         | -              |
| 総通算 | 総通算 | 総通算 | -        | -        | 145      | 56       | 33       | 55       | -                  | -         | -              |

## 出演

### テレビ
- 第53回NHK紅白歌合戦（2002年12月31日、NHK総合・ラジオ第1） - ゲスト審査員

### CM
- 明治乳業 明治アイス「明治エッセル スーパーカップ」 - 小島宏美・中澤佑二との共演
- WOWOW 「EURO 2000」 (2000年) - 吉原宏太との共演
- adidas
  - サッカー狂症候群 DF 篇（2002年） - 30秒バージョンは松田直樹との共演
  - 「adi-NEO」（2006年）
  - 「adi-WARM」
- 日本赤十字社 平成15年献血キャンペーン（2003年）
- ECC 「ECCジュニア」（2003年） - 秋田豊との共演
- ノーベル製菓 「はちみつきんかんのど飴」（2005年 - 2006年）
  - からぶり 篇
  - しっぱい 篇
- Panasonic 「Strada」（2005年 - 2006年）
  - 先読むナビ 篇（2005年） - 大黒将志との共演
  - 簡単ツートップ 篇（2005年） - 大黒将志との共演
  - 決定的瞬間 篇（2006年） - 加地亮との共演
- ナムコ 「Love FOOTBALL」（2006年）
- 花王 「メンズビオレ」（2006年）
- 講談社（2006年）
  - 「講談社文庫」（2006年）
  - 「講談社文庫の100冊『感動をくれた一冊』」（2006年）
- レッドブル 「エナジードリンク」（2007年）
  - パイロン 篇
  - トレーニング・バッグ 篇
  - ソロ・トレーニング 篇
  - 宮本恒靖&三都主 篇 - 三都主アレサンドロとの共演
- DAZN（2021年）

## 書籍

### 著書
- 主将論（幻冬舎新書、2010年6月2日）ISBN 9784344981720
- 宮本式・ワンランク上のサッカー観戦術（朝日新書、2012年6月13日）ISBN 9784022734532
- 日本サッカーの未来地図[42]（KADOKAWA、2014年4月18日）ISBN 9784046532992
- 宮本式・ワールドカップ観戦術: サッカー世界地図の読み解き方[43]（朝日新書、2014年5月13日）ISBN 9784022735607

### 関連書籍
- 主将戦記宮本恒靖（佐藤俊著、小学館、2006年3月1日）ISBN 9784093800815